# Christine Badertscher
Christine Badertscher, née le 11 janvier 1982 à Sumiswald (originaire de Lauperswil), est une personnalité politique suisse, membre des Verts. 
Elle est députée du canton de Berne au Conseil national depuis décembre 2019.

## Biographie
Christine Badertscher naît le 11 janvier 1982 à Sumiswald. Elle est originaire d'une autre commune du canton de Berne, Lauperswil. Elle a un frère.
Elle grandit d'abord à Zollbrück (village à cheval sur les communes de Rüderswil et Lauperswil), puis à Madiswil, dans une ferme exploitée en agriculture biologique reprise par ses parents en 2001.
Après un apprentissage d'employée de commerce, elle vit quelques mois au Cameroun, puis revient en Suisse pour étudier l'ingénierie environnementale sur le site de Wädenswil de la Haute école des sciences appliquées de Zurich puis l'agronomie à la Haute école des sciences agronomiques, forestières et alimentaires de la Haute École spécialisée bernoise, à Zollikofen, où elle décroche un master,. Elle travaille en parallèle sur l'exploitation de ses parents.
Une fois ses études achevées, elle travaille près de quatre ans pour l'Union suisse des paysans, puis pour l'organisation d'aide au développement Swissaid jusqu'à son élection au Conseil national fin 2019. Elle est par ailleurs la collaboratrice personnelle d'Alec von Graffenried lors de son mandat au Conseil national,.
Elle habite Madiswil avec son partenaire et leur enfant.

## Parcours politique
Elle est membre du Conseil communal (exécutif) de Madiswil de 2011 à 2018.
Elle est élue au Conseil national lors des élections fédérales de 2019, où elle est tête de liste des Verts. Elle siège au sein de la Commission des finances (CdF) et de la Commission de politique extérieure (CPE). Elle est réélue en octobre 2023.
Elle est l'un des trois vice-présidents des Verts du canton de Berne depuis 2019,, et siège au comité de diverses associations, notamment agricoles,.